# Suwajri
Suwajri (arab. صويري) – miejscowość w Syrii, w muhafazie Hims. W 2004 roku liczyła 2966 mieszkańców.